# Ines Cristina Zacconi
Ines Cristina coniugata Zacconi (Costantinopoli, 2 dicembre 1875 – Aosta, 29 settembre 1955) è stata un'attrice italiana.

## Biografia
Proveniente da una famiglia di attori, nacque dall'attore maltese Raffaello Cristina e dall'attrice Cesira Sabatini. Suo fratello fu l'attore Olinto Cristina, così come attrici furono anche le sorelle Jone e Ada.
Fu sposata con il suggeritore Ambrogio Bagni, dal quale ebbe Margherita, futura attrice teatrale e radiofonica, e poi in seconde nozze con Ermete Zacconi, dal quale ebbe un'altra figlia, Ernes, anch'ella attrice.
Era la nonna di Nora Ricci e la bisnonna di Paola Gassman.

## Attività professionale
Iniziò a calcare le scene fin da bambina, presso la compagnia teatrale dove lavoravano i genitori, nel 1890 fu ingaggiata come «amorosa» nella compagnia di Angelo Pezzaglia, che la lanciò due anni più tardi come «prima attrice giovane».
Successivamente passò ad altre compagnie come quelle di Michele Fantechi, Ernesto Gentili, Eleonora Duse e Cesare Rossi. Nel 1895-1896 fu nella compagnia diretta da Teresa Mariani, Ettore Paladini e Vittorio Zampieri.
Dal 1902 fece parte della compagnia di Ermete Zacconi, che alcuni anni più tardi divenne, oltre che di scene, anche suo compagno di vita. In questa compagnia rimase fino alla morte del marito, tranne nella stagione 1911-1912, in cui fu sostituita come prima attrice da Paola Pezzaglia.
Fu pure attrice cinematografica, e partecipò a sei film, due all'epoca del muto ed entrambi del 1918 e accanto al marito, e quattro nel periodo sonoro nel corso degli anni trenta-quaranta, dove interpretò ruoli secondari.

## Teatro
Fece la parte di Bianca Maria ne La città morta insieme a Eleonora Duse (nella parte di Anna) nel 1901.

## Filmografia
- Gli spettri, regia di A. G. Caldiera (1918)
- La forza della coscienza, regia di Luigi Romano Borgnetto (1918)
- La signora di tutti, regia di Max Ophüls (1934)
- Un colpo di vento, regia di Carlo Felice Tavano (1936)
- Don Buonaparte, regia di Flavio Calzavara (1941)
- I promessi sposi, regia di Mario Camerini (1941)
- La casa senza tempo, regia di Andrea Della Sabbia (1945)